# Nationaltheater (Tokio)

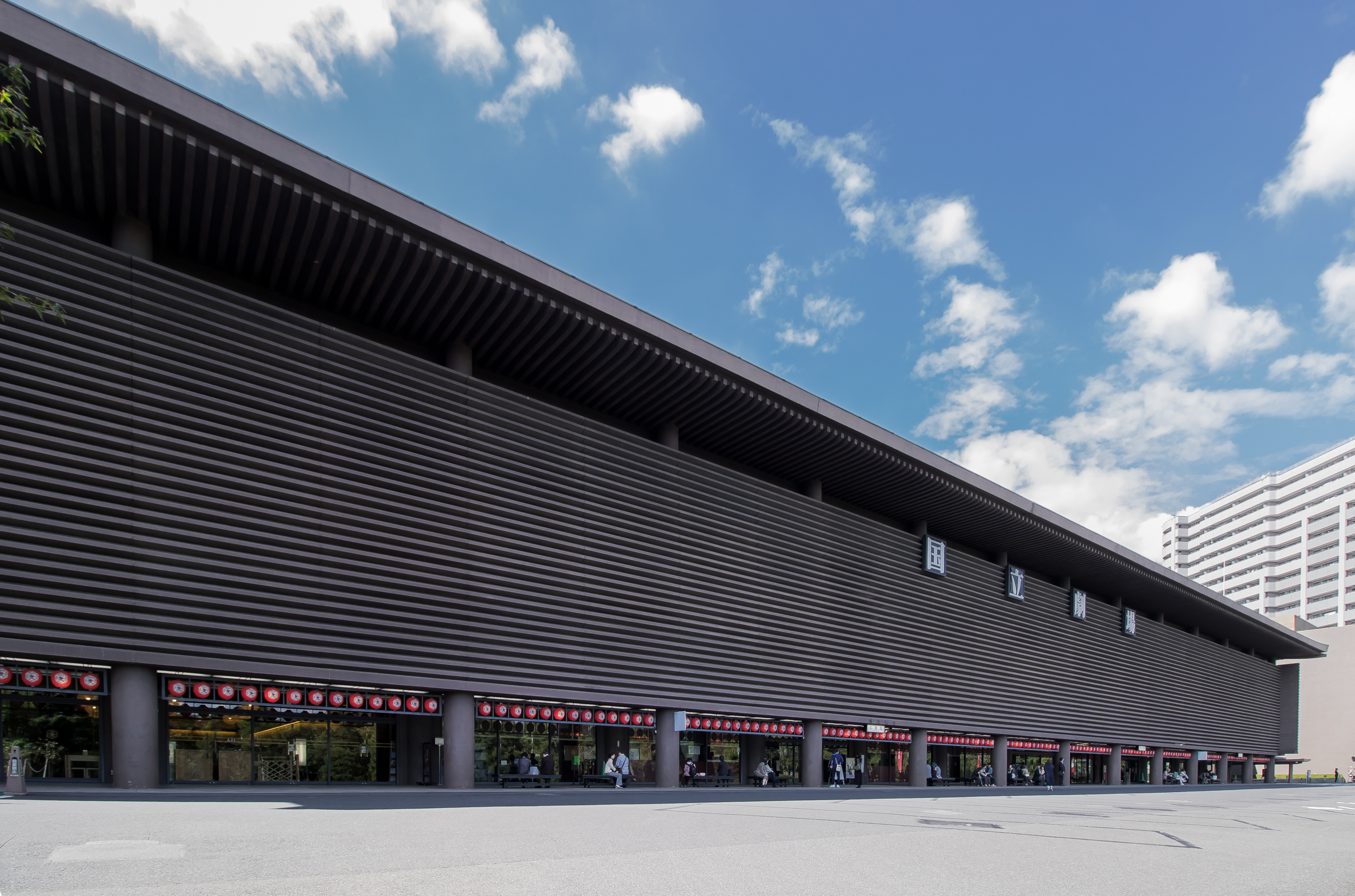
Nationaltheater, Außenansicht

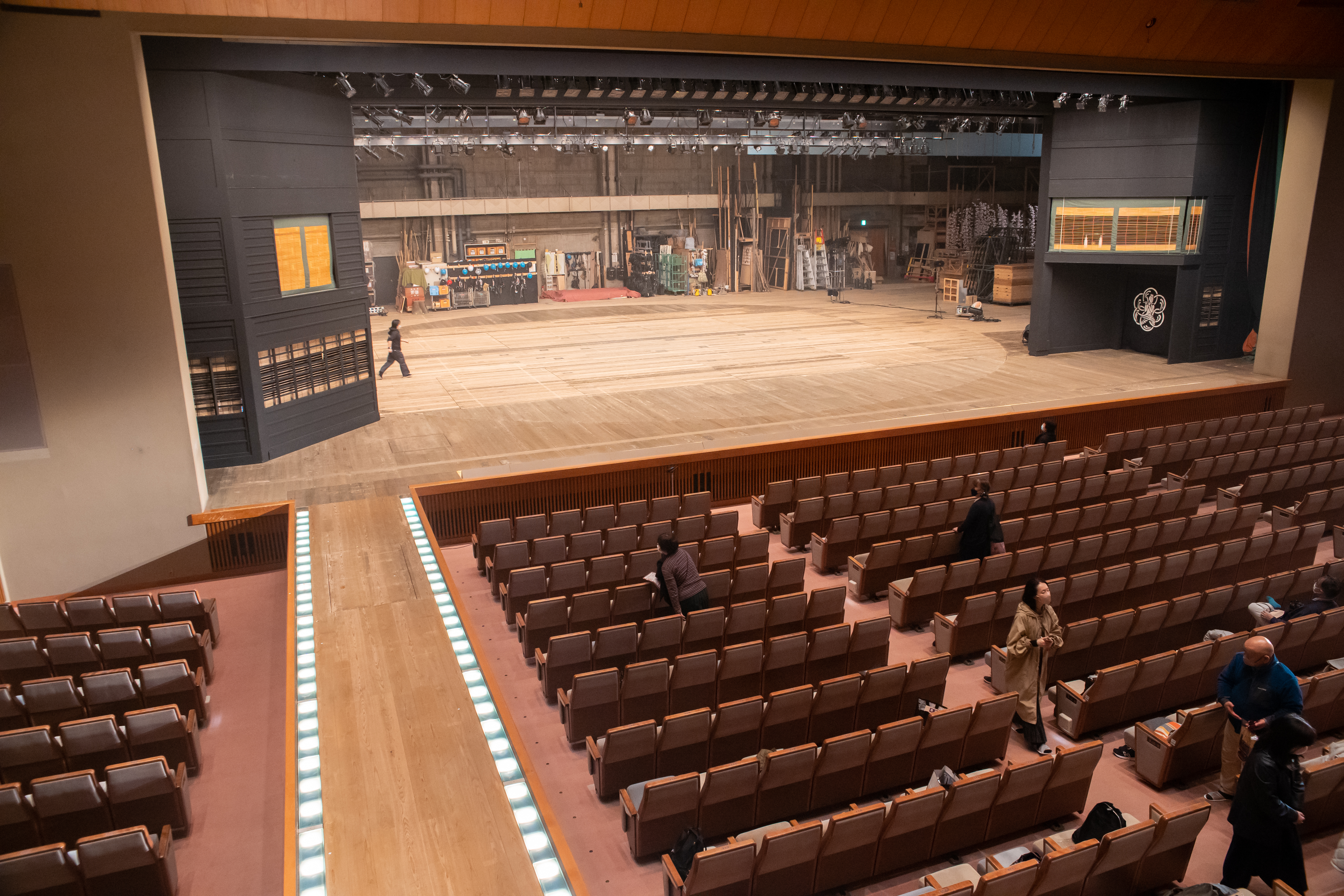
Nationaltheater, innen

Das Nationaltheater (japanisch 国立劇場 Kokuritsu gekijō) in Hayabusa-chō, Chiyoda-ku, Tōkyō-to ist ein staatliches Theatergebäude für die Darbietung traditioneller japanischer Theaterformen. Es wurde im November 1966 eröffnet.

## Übersicht
Das Nationaltheater wurde entworfen und ausgeführt von 13 Architekten, darunter vom Architekturdesigner Iwamoto Hiroyuki (岩本 博行; 1913–1991) von der Takenaka Corporation. Das Theater führt eine Vielzahl von Projekten durch, die sich auf die drei Säulen 
- Bekanntmachung der traditionellen darstellenden Künste Japans,
- Ausbildung von darstellenden Nachfolgern und
- Durchführung von Forschung stützt.

Zur Einrichtungen gehören der „Große Saal“ mit 1746 Sitzplätzen, der „Kleine Saal“ mit 630 Sitzplätzen, eine Bibliothek und ein Ressourcenraum für Forschung und Forschung sowie ein Schulungsraum für Schulungsprojekte.
In öffentlichen Programmen werden Kabuki, Bunraku, Gagaku, japanische Musik, japanischer Tanz und Volkskunst regelmäßig als eigenständige Aufführungen aufgeführt. Das Theater steht auch zur privaten Nutzung als Miettheater zur Verfügung. Im Rahmen des Forschungsprojekts wird eine Sammlung von Materialien für darstellende Künste und eine Chronologie von Kabuki erstellen. Weiter werden Materialien für darstellende Künste gesammelt und ausgestellt.
Im Schulungsprojekt werden Künstler in Kabuki, Bunraku und Nō sowie im Takemoto, und im Kabuki-Bayashi (歌舞伎囃子), dem rezitierenden Chor im Kabuki, ausgebildet. Auch Schulungen in Vaudeville-Musik (寄席囃子, Yose-bayashi) usw. werden angeboten.